# شنل شنگرفی
شنل شنگرفی (انگلیسی: The Red Cape) یک تابلوی نقاشی رنگ روغن از کلود مونه، نقاش فرانسوی است که تاریخ خلق آن در میان متخصصان هنری مناقشه‌برانگیز است و مقطع دقیق ندارد. موضوع محتمل این است که این اثر میان سال‌های ۱۸۶۹ تا ۱۸۷۱ طرح شده‌است. مدل این نقاشی، کامیل دونسیو، همسر هنرمند است و پیش تر، در چندین طراحی از مونه مدل شده بود. این اثر هنری، تنها نقاشی موجود از کامیل توسط مونه است که همسرش را در یک چشم‌انداز برفی نشان می‌دهد. تصویر نشانگر دختری است در پشت یک در دولنگه و شیشه‌ای که یک شنل به رنگ قرمز (شنگرف) دارد.